# Роллингстоун (тауншип, Миннесота)
Роллингстоун (англ. Rollingstone) — тауншип в округе Уинона, Миннесота, США. На 2000 год его население составило 1087 человек.

## География
По данным Бюро переписи населения США площадь тауншипа составляет 89,1 км², из которых 78,4 км² занимает суша, а 10,7 км² — вода (12,03 %).

## Демография
По данным переписи населения 2000 года здесь находились 1 087 человек, 434 домохозяйства и 336 семей.  Плотность населения —  13,9 чел./км².  На территории тауншипа расположено 461 постройка со средней плотностью 5,9 построек на один квадратный километр. Расовый состав населения: 97,70 % белых, 0,64 % афроамериканцев, 0,09 % коренных американцев, 0,92 % азиатов и 0,64 % приходится на две или более других рас. Испанцы или латиноамериканцы любой расы составляли 0,55 % от популяции тауншипа.
Из 434 домохозяйств в 28,8 % воспитывались дети до 18 лет, в 71,2 % проживали супружеские пары, в 3,9 % проживали незамужние женщины и в 22,4 % домохозяйств проживали несемейные люди. 20,3 % домохозяйств состояли из одного человека, при том 6,2 % из — одиноких пожилых людей старше 65 лет. Средний размер домохозяйства — 2,50, а семьи — 2,88 человека.
21,8 % населения — младше 18 лет, 6,3 % — в возрасте от 18 до 24 лет, 24,7 % — от 25 до 44, 33,1 % — от 45 до 64, и 14,1 % — старше 65 лет. Средний возраст — 43 года. На каждые 100 женщин приходилось 104,3 мужчин.  На каждые 100 женщин старше 18 приходилось 107,8 мужчин.
Средний годовой доход домохозяйства составлял 54 250 долларов, а средний годовой доход семьи —  60 909 долларов. Средний доход мужчин —  38 403  доллара, в то время как у женщин — 25 000. Доход на душу населения составил 22 310 долларов. За чертой бедности находились 2,0 % семей и 2,5 % всего населения тауншипа, из которых 0,8 % младше 18 и 4,2 % старше 65 лет.